# 산타마리아아비코
산타마리아아비코(이탈리아어: Santa Maria a Vico)는 이탈리아 캄파니아주 카세르타도에 있는 코무네이다.
나폴리로부터 북동쪽으로 30km 카세르타로부터 남동쪽 13km에 위치한다.

## 역사
이 도시는 2차 삼니움 전쟁 기간 동안에 로마인들에 의해 비쿠스 노바넨시스(Vicus Novanensis)란 명칭으로 군사적 목적에 건설된 식민지였다. 후에 이곳에 아피아 가도가 지나가며 아드 노바스(Ad Novas)라는 명칭으로 불렸다.
야만족들의 침입으로 도시가 파괴되었지만 재건되었고 나폴리 왕국의 아라곤 왕조의 지배하에 무역의 중심지로 번성하였다.